# Skattespekulation
Ordet Skattespekulation anvendes for at udtrykke, at der ikke er en rimelig sammenhæng mellem en virksomheds aktiviteter og den tilsvarende beskatning.  
Virksomheder kan inden for lovgivningens rammer disponere således, at skattebetalingen minimeres. Det kaldes lovlig skatteundgåelse eller skatteplanlægning. Hvis virksomheden bryder loven, er der tale om skatteunddragelse eller skattesvig. Endelig kan navnlig internationale virksomheder og deres rådgivere udnytte kompleksiteten af international ret til at opnå skattefordele, der ikke kan dømmes ulovlige, men som alligevel forekommer urimelige. Dette kaldes aggressiv skatteplanlægning eller skattespekulation.
Den teknologiske udvikling har betydet bedre og billigere kommunikationsmidler og lavere transportomkostninger. Dette er fulgt op af en afvikling af restriktioner på udenlandsk ejerskab af virksomheder, som igen har forbedret mulighederne for at drive virksomhed i udlandet og øget mulighederne for at opsplitte produktionsprocessen på flere lande for at udnytte hvert lands særlige fordele, f.eks. nærhed til et marked, veluddannet arbejdskraft eller lave lønomkostninger. De mange fordele begrænses imidlertid af forskellige ulemper, herunder også hvad der er kaldt forvridende skattekonkurrence fra udlandet.
De arrangementer, som virksomheder foretager for at begrænse deres skat, er kun delvis kendte, fordi udviklingslande har svage skatteforvaltninger og myndigheder i skattely henviser til tavshedspligt. På basis af materiale fra OECD er følgende arrangement skitseret: Et holdingselskab, der er etableret i et skattely, ejer et datterselskab, typisk i et udviklingsland. En kapitalejer overfører kapital til holdingselskabet ved aktiekøb. Kapitalen overføres fra holdingselskabet til datterselskabet som et lån.
| Citat                                          | Resultatet er, at datterselskabet nu skal betale rente tilbage til holdingselskabet i skattely. Det betyder dels, at selskabet får en udgift, der kan trækkes fra i datterselskabets regnskab, i stedet for at udløse et overskud af en investering, som skal beskattes i u-landet. Samtidig får holdingselskabet en skattefri renteindtægt i et skattely, fordi skattely typisk ikke beskatter renteindtægter. Det vil sige, at både renteindtægt- og udgift er placeret sådan, at det giver den størst mulige skattefordel for et firma som helhed. Rentebetaling kan dog blive pålagt en kildeskat. Det vil sige en skat på at føre penge ud af et land. Når pengene skal fra holdingselskabet og hjem til [kapitalejeren], ændrer de status fra rente til udbytte af en investering. Det udløser typisk en skatterabat i hjemlandet. Derved har firmaet præsteret at spare skat i to led - både i landet hvor investeringen blev foretages og i firmaets hjemland. | Citat |
| Anne Skjerning i Skattespekulation for dummies | |       |

## Danmark
I 2007 indgik regeringen og Dansk Folkeparti en aftale om et indgreb mod skattespekulation.
Baggrunden var bl.a., at danske selskaber etablerer datterselskaber i udlandet og placerer renteudgifter i Danmark uden at placere tilsvarende indtægter i Danmark. Desuden opkøber udenlandske selskaber (særligt kapitalfonde) værdipapirer i Danmark og udnytter afskrivningsregler og finansieringsstrukturer således, at omkostningerne regnskabsmæssigt placeres i Danmark, mens indtægterne placeres i udlandet, f eks i skattely. Herved reduceres grundlaget for den danske selskabsskat.

## Internationalt
Globaliseringen og den elektroniske samhandel på tværs af landegrænserne giver ikke kun danske skattemyndigheder nye udfordringer. G8-mødet i 2013 anbefalede bl.a. øget brug af automatisk informationsudveksling mellem skattemyndigheder, en anbefaling, der blev hilst velkommen af skatteminister Holger K. Nielsen..
Indenfor rammerne af et fælles OECD/G20 Base Erosion and Profit Shifting Project (BEPS) har OECD i 2014 har udarbejdet anbefalinger for en koordineret, international indsats.